# Yokohama Animation Laboratory
Yokohama Animation Laboratory (Nhật: 株式会社横浜アニメーションラボ Hepburn: Kabushiki-gaisha Yokohama Animēshon Rabo) là một xưởng phim hoạt hình được thành lập vào năm 2015 tại Naka, Yokohama, Nhật Bản.

## Tác phẩm

### Anime truyền hình
| Năm phát sóng | Tên                                                    | Đạo diễn           | Số tập | Ghi chú                                                                                         |
| ------------- | ------------------------------------------------------ | ------------------ | ------ | ----------------------------------------------------------------------------------------------- |
| 2020          | Lapis Re:Lights                                        | Hata Hiroyuki      | 12     | Thuộc một phần của thương hiệu truyền thông cùng tên do KLab và Kadokawa phát triển.            |
| 2020          | Magatsu Wahrheit -Zuerst-                              | Hosoda Naoto       | 12     | Dựa trên trò chơi smartphone Magatsu Wahrheit của KLab.                                         |
| 2022          | Tensai ōji no akaji kokka saisei jutsu                 | Tamagawa Masato    | 12     | Dựa trên bộ light novel của tác giả Toba Toru.                                                  |
| 2022          | Seiken Dendetsu – Legend of Mana: The Teardrop Crystal | Jinbo Masato       | 12     | Dựa trên trò chơi nhập vai hành động cùng tên của Square Enix. Hợp tác sản xuất với Graphinica. |
| 2023          | Hametsu no Ōkoku                                       | Motonaga Keitaro   | 12     | Dựa theo manga của yoruhashi.                                                                   |
| 2023          | Seija Musō                                             | Tamagawa Masato    | 12     | Chuyển thể từ manga của Broccoli Lion, hợp tác sản xuất với Cloud Hearts.                       |
| 2023          | Rail Romanesque 2                                      | Ebira Michiru      | 13     | Phần tiếp theo của Rail Romanesque, chuyển thể từ visual novel Maitetsu của Lose.               |
| 2024          | Majo to Yajū                                           | Hamana Takayuki    | 12     | Chuyển thể từ manga của Satake Kousuke.                                                         |
| 2024          | The New Gate                                           | Nakatsu Tamaki     | 12     | Chuyển thể từ light novel sáng tác bởi của Kazanami Shinogi, hợp tác sản xuất với Cloud Hearts. |
| 2024          | Sasayaku Yō ni Koi o Utau                              | Mano Akira         |        | Chuyển thể từ manga của Takeshima Eku, hợp tác sản xuất với Cloud Hearts.                       |
| 2024          | Kijin Gentōshō                                         | Aiura Kazuya       |        | Chuyển thể từ light novel do Nakanishi Moto'o viết và Tamaki minh họa.                          |
| Chưa rõ       | Tsuyokute New Saga                                     | Ishigooka Norikazu |        | Dựa theo light novel cùng tên của Abe Masayuki. Đồng sản xuất với Sotsu và Makaria.             |

### ONA

#### Anime
| Năm phát sóng | Tựa đề                            | Đạo diễn        | Số tập | Ghi chú                                                                | Nguồn  |
| ------------- | --------------------------------- | --------------- | ------ | ---------------------------------------------------------------------- | ------ |
| 2017          | Monster Strike Second Season      | Hamana Takayuki | 23     | Mùa thứ hai của Monster Strike.                                        | [ 15 ] |
| 2017          | Monster Strike: The Fading Cosmos | Hamana Takayuki | 13     | Phần thứ hai của Monster Strike Second Season.                         | [ 16 ] |
| 2019          | Miru Tights                       | Ogawa Yuki      | 12     | Tác phẩm gốc.                                                          | [ 17 ] |
| 2021          | Getsuyōbi no Tawawa 2             | Ogawa Yuki      | 12     | Mùa thứ hai của Getsuyōbi no Tawawa, dựa trên manga của Himura Kiseki. | [ 18 ] |

#### Phim
| Năm công chiếu | Tựa đề                                        | Đạo diễn        | Thời lượng | Ghi chú                                   | Nguồn  |
| -------------- | --------------------------------------------- | --------------- | ---------- | ----------------------------------------- | ------ |
| 2017           | Monster Strike: Katsubou no hate no risoukyou | Hamana Takayuki | 15 phút    | Spin-off của Monster Strike.              | [ 19 ] |
| 2018           | Yakusoku no Nanaya Matsuri                    | Kazuya Murata   | 62 phút    | Tác phẩm gốc. Hợp tác sản xuất với XFlag. | [ 20 ] |

### OVA
| Năm phát hành | Tựa đề      | Đạo diễn   | Số tập | Ghi chú           | Tham khảo |
| ------------- | ----------- | ---------- | ------ | ----------------- | --------- |
| 2019          | Miru Tights | Ogawa Yuki | 1      | Tập phim bổ sung. | [ 21 ]    |